# Data Becker
 (octobre 2024).
Data Becker est une ancienne maison d'édition allemande créée en 1981  spécialisée dans l'informatique, à Düsseldorf.
Les fondateurs sont Achim Becker et Harald Becker, les enfants d'un concessionnaire automobile, Helmut Becker, fondateur d'Auto Becker. 
La traduction française de ses ouvrages et de ses logiciels fut longtemps assurée en France par l'éditeur Micro Application ainsi que par les éditions Radio, toutes deux implantées à Paris. Ses produits ont aussi été diffusés par Abaccus Software (États-Unis), First Publishing (Grande Bretagne), Nordic Computer Software (Scandinavie).
Data Becker s'est fait connaître pour son engagement dans l'informatique personnelle, sur ordinateurs Commodore ou Atari notamment, en fournissant des logiciels bureautiques (Datamat, Textomat, Calcomat) ou des manuels consacrés à divers ordinateurs et réputés pour le nombre de fonctions non officielles qu'ils dévoilaient.
Data Becker a aussi édité des jeux vidéo.
Elle a cessé ses activités en mars 2014.

## Siège social
- En 1985, 1990, 1995 : Merowingerstrasse, 30 - 4000. Düsseldorf